# 拉斯特錢斯 (加利福尼亞州)
拉斯特錢斯（英語：Last Chance）是位於美國加利福尼亞州普萊瑟縣的一個非建制地區。該地的面積和人口皆未知。

## 地理
拉斯特錢斯的座標為39°06′41″N 120°37′29″W / 39.11139°N 120.62472°W，而該地的平均海拔高度為1391米（即4564英尺）。